# Ohio (folyó)
Az Ohio (ejtsd: ohájó) folyó az Egyesült Államok keleti részén van. A Mississippi legnagyobb mellékfolyója. Hossza 1579 km. A folyó jelentősen befolyásolta az őslakosság történelmét. Fő szállítási út volt a korai Egyesült Államok nyugati terjeszkedése idején. Hat államon folyik keresztül, és vízgyűjtő medencéje 14 államnak. Legnagyobb mellékfolyója a Tennessee folyó. A 19. század folyamán a Northwest Territory déli határa volt, s egyúttal határvonal volt a szabad és a rabszolgatartó területek között. Úgy is ismerjük mint "Mason-Dixon line". A folyó klímája átmenet a párás szubtrópusi és a párás kontinentális éghajlat között.
A folyó az Allegheny és Monongahela folyók folytatása, amelyek Point State Park-nál találkoznak (Pittsburgh, Pennsylvania). Pittsburghtől északnyugatra folyik Allegheny és Beaver megyéken keresztül, mielőtt egy hirtelen kanyart vesz dél-délnyugat irányába Nyugat-Virginia felé, ahol hármas határa Nyugat-Virginia–Ohio–Pennsylvania államoknak East Liverpool, (OH), Chester, (WV) és Midland, (PA) közelében.
A folyó durván követi a nyugat-északnyugat irányt, mielőtt dél-délnyugatnak fordul. Itt Nyugat-Virginia, Ohio, Kentucky, Indiana és Illinois határán folyik, aztán a Mississippi folyóba torkollik Cairo (IL) városnál.
Az Ohio vízgyűjtő-területe 490 603 km²-nyi területet foglal magába, ebbe beletartozik a Mississippi-medence keleti keleti régiója is.

## Az Ohio vízgyűjtő-területéhez tartozó államok
Illinois (az délkeleti negyede), Indiana (minden folyó, kivéve az állami északi részén lévők), Ohio (az állam déli fele), New York (a déli határ kis területe), Pennsylvania (délnyugat sarok és észak közép határ), Maryland (kis folyosó a Youghiogheny folyó mentén a állam nyugati határa), Nyugat-Virginia (minden folyó kivéve a állam keleti („panhandle”) részét), Kentucky (minden folyó kivéve az állam távol-nyugati részét, mely folyói közvetlen a Mississippi folyóba ömlenek), Tennessee (minden folyó kivéve az állam távol nyugati részét, mely folyói közvetlen a Mississippi folyóba ömlenek, és egy kis terület az állam délkeleti csücskében, ahol a folyó a Conasauga folyóba ömlenek), Virginia (délnyugat Virginia legtöbb folyója), Észak-Karolina (nyugati negyede az államnak), Georgia (északnyugati sarka az államnak), Alabama (az állam északi része), és Mississippi (az állam északkeleti sarka).

## A folyó keletkezése
Az Ohio folyó felső folyása a Würm-glaciális vége felé meginduló gleccsertavak lassan lefelé folyó jegének az eredménye. Sok kis folyó keletkezett vagy eltűnt az Ohio felső folyásának létrejöttekor.
A folyó középső szakasza hasonlóképpen formálódott, mint a felső szakasz. Az északi folyású folyó átmenetileg felduzzadt a jelenlegi Louisville (KY) területén, s egy nagy felduzzadt tavat hozott létre, amely utat vágott a Mississippi folyó felé. Az Ohio felső és középszakasza egyesült, amit ma a modern Ohio folyónak hívunk.

## Története
A folyó 1579 km hosszú és a nagyobb mennyiségű vizet szállít a Mississippi folyóba, mint akármelyik másik mellékfolyó. Az indiánok és a korai felfedezők és telepesek gyakran tekintették az Allegheny folyót az Ohio részének, és az elágazás (villa) pedig (Allegheny és Monongahela folyók egybefolyása Pittsburgh-nél) hadászati szempontból fontos hely volt.
1749. május 19-én II. György brit király, jóváhagyta az Ohio Company (csapat) létrehozását a folyó egybefolyása (villa) körül. A terület feltárása s a Pennsylvaniai és Virginiai brit telepesek kereskedelmi kapcsolatai az indiánokkal konfliktushoz vezetett a francia erőkkel – akik erődöket hoztak létre a Allegheny folyó mentén. Mindkettőjük igényt tartott ezekre a területekre. Ez közvetlenül vezetett a francia–indián háborúhoz Észak-Amerikában. A francia-indián háború csak része volt a sokkal komplikáltabb teljes mértékű érdekellentétnek. Talán ez volt a világ első globális konfliktusa. Anglia és Franciaország között lezajlott hétéves háború után a britek korlátlan uralmat nyertek az Ohio völgye felett. 1774 a Quebec Act helyreállította a Mississippi folyótól keletre és az Ohio folyótól északra levő területek tulajdonjogát, kielégítve a francia ajkúakat, de felháborította a 13 Kolóniát. Végül ez robbantotta ki az amerikai függetlenségi háborút.
Mivel az Ohio nyugat felé folyik, megkönnyítette a pionírok nyugati irányú közlekedését Nyugat-Pennsylvaniából. Miután elérték az Ohio torkolatát, az utazók folytathatták útjukat északra a Mississippin a mai St. Louis, Missouri felé. Innen az út folytatódhatott a Missouri folyón, vagy a Mississippin, vagy szárazföldön nyugat felé. A 19. század elején kalózok, mint pl. Samuel Mason, telepedtek meg a Cave-In-Rock, Illinois környékén , s orvul megtámadták, s megölték az utazókat, s elvették az áruikat, csónakjaikat pedig elsüllyesztették. Mike Fink mondája felidézi a teherhajó történetét, melyet az európai telepesek használtak a korai időkben. 1843-ban az Ohio folyami hajósai inspirálták Dan Emmettet The Boatman's Dance dal megírására.
Más folyami utazók a Mississippin délre folytatták útjukat New Orleans és már kikötők felé. Felmerült az igény a további nyugati terjeszkedésre és kereskedelemre, de a Appalache-hegyvonulaton keresztül az út hosszú volt és fáradságos. Az Ohio völgyből igény támadt New Orleans kikötőjének elérése, amely 1803-ban Louisiana megvásárlását (Louisiana Purchase) eredményezte.
Az Ohio folyó egyúttal a szabad államok, és a rabszolgatartó államok határa is volt az amerikai polgárháború előtt. Az Ohión a novellákból is jól ismert rabszolga-kereskedelem zajlott le. A polgárháború előtt a menekülő rabszolgák s az őket segítő "Underground Railroad" Ohiót “River Jordan”-nek hívta, mivel több és több szökött rabszolga menekült az Ohio folyón keresztül. (Harriet Beecher Stowe és Toni Morrison több novellája foglalkozott a rabszolgaszöktetés témájával.) Az Ohio menti Ripley városban egy dühös rabszolgafelhajtó alkotta az “Underground Railroad” kifejezést, mivel üldözöttjei nyom nélkül eltűntek. Ripley a melegágya volt a rabszolga-felszabadító tevékenységeknek. Szökött rabszolgákat úgyszólván szívesen fogadták ott, de a rabszolgafelhajtók is nyíltan dolgoztak Ripley-ban.
Az Ohio partjait birtokló virginiaiak nem csak a partra, de az egész folyóra is igényt tartottak. Így a folyó képezte a határt az államok között, s az egész folyó szélességében keleten és délen Virginiához tartozott. Így a Wheeling Island, a nagy lakott sziget az Ohio folyóban Nyugat-Virginiához tartozott.
1980-ban Kentucky beperelte Indiana államot, mert a Marble Hill-i nukleáris erőmű, a szennyvízét a folyóba engedte. Hasonlóképpen 1990-ben Kentucky vitatta Illinois adózási jogát a Metropolis városánál dokkoló hajókaszinóban, mivel fenntartották ellenőrzési jogukat az egész folyóra. Kb. ugyanebben az időben saját kaszinóhajójukat Evansville (Indiana) városában.
A korai 1980-as években Clarksville-ben megalapították a Falls of the Ohio National Wildlife Conservation Area, mely a környezetet és a vadállományt hivatott védeni.

## Városok az Ohio folyó mentén
- Pennsylvania: Pittsburgh, Monaca, Beaver, Rochester, Shippingport, Aliquippa, Sewickley, McKees Rocks, Coraopolis
- Ohio: East Liverpool, Steubenville, Marietta, Belpre, Pomeroy, Gallipolis, Ironton, Portsmouth, Manchester, Aberdeen, Ripley, Cincinnati
- Nyugat-Virginia: Weirton, Wheeling, Moundsville, New Martinsville, Paden City, St. Marys, Parkersburg, Ravenswood, Point Pleasant, Huntington, Kenova
- Kentucky: Ashland, Augusta, Newport, Maysville, Covington, Lewisport, Ludlow, Louisville, Owensboro, Hawesville, Henderson, Paducah
- Indiana: Madison, Jeffersonville, Clarksville, New Albany, Tell City, Evansville, Mount Vernon
- Illinois: Cairo, Metropolis, Brookport, Old Shawneetown, Cave-In-Rock, Elizabethtown, Golconda[6]

## Érdekesség
A legenda szerint valamikor az 1800-as években, a folyó partján elkövetett szerelmi gyilkosságot örökítette meg a Banks of the Ohio című közismert ballada, melyet számos művész, köztük Johnny Cash és Olivia Newton-John is elénekelt.
A folyó felső folyásán a jobb parton fekvő Bellaire faluban a XIX.sz. első felében játszódik Wass Albert Eliza háza című regénye.

## Képek

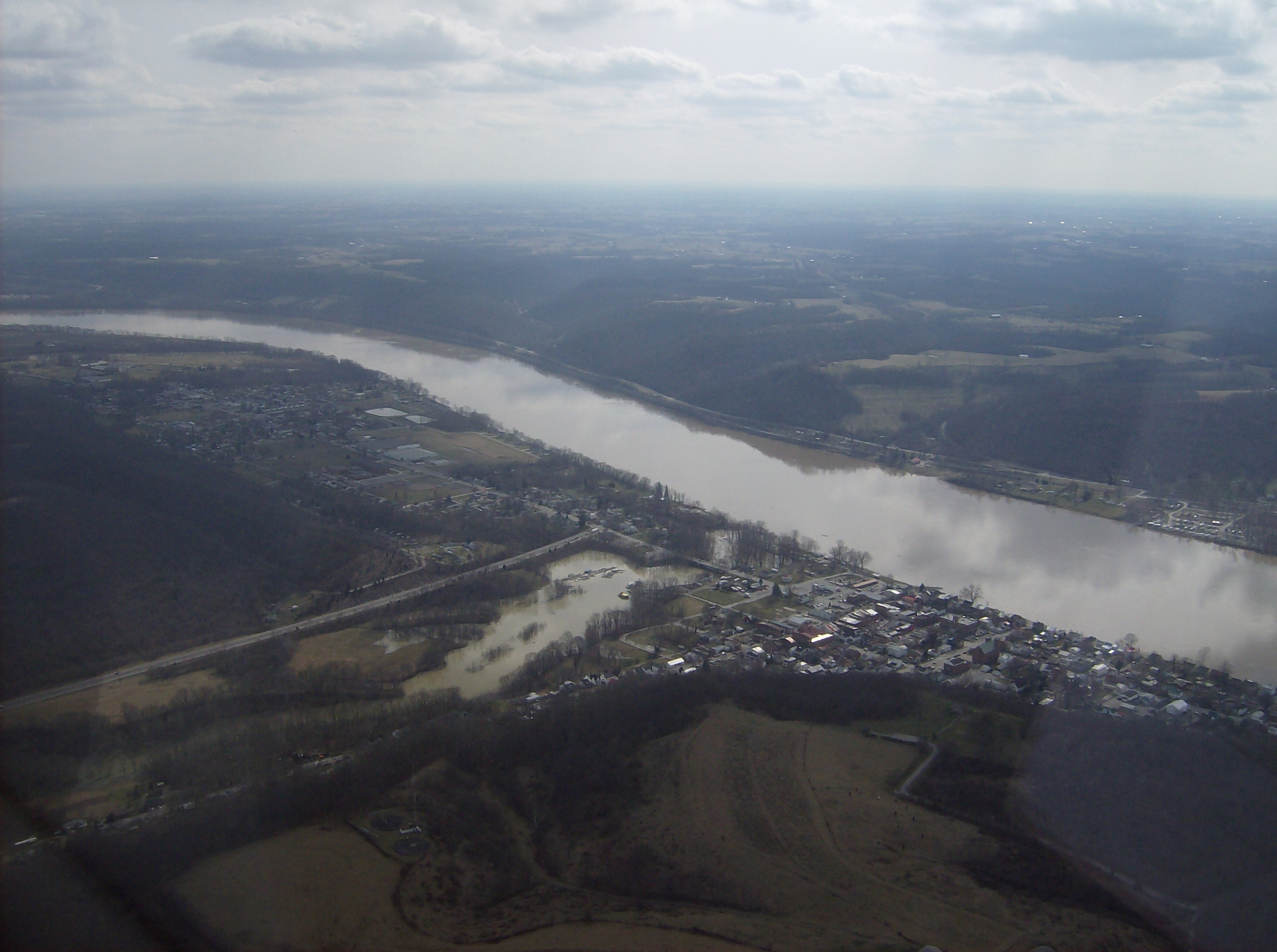
Ohio folyó
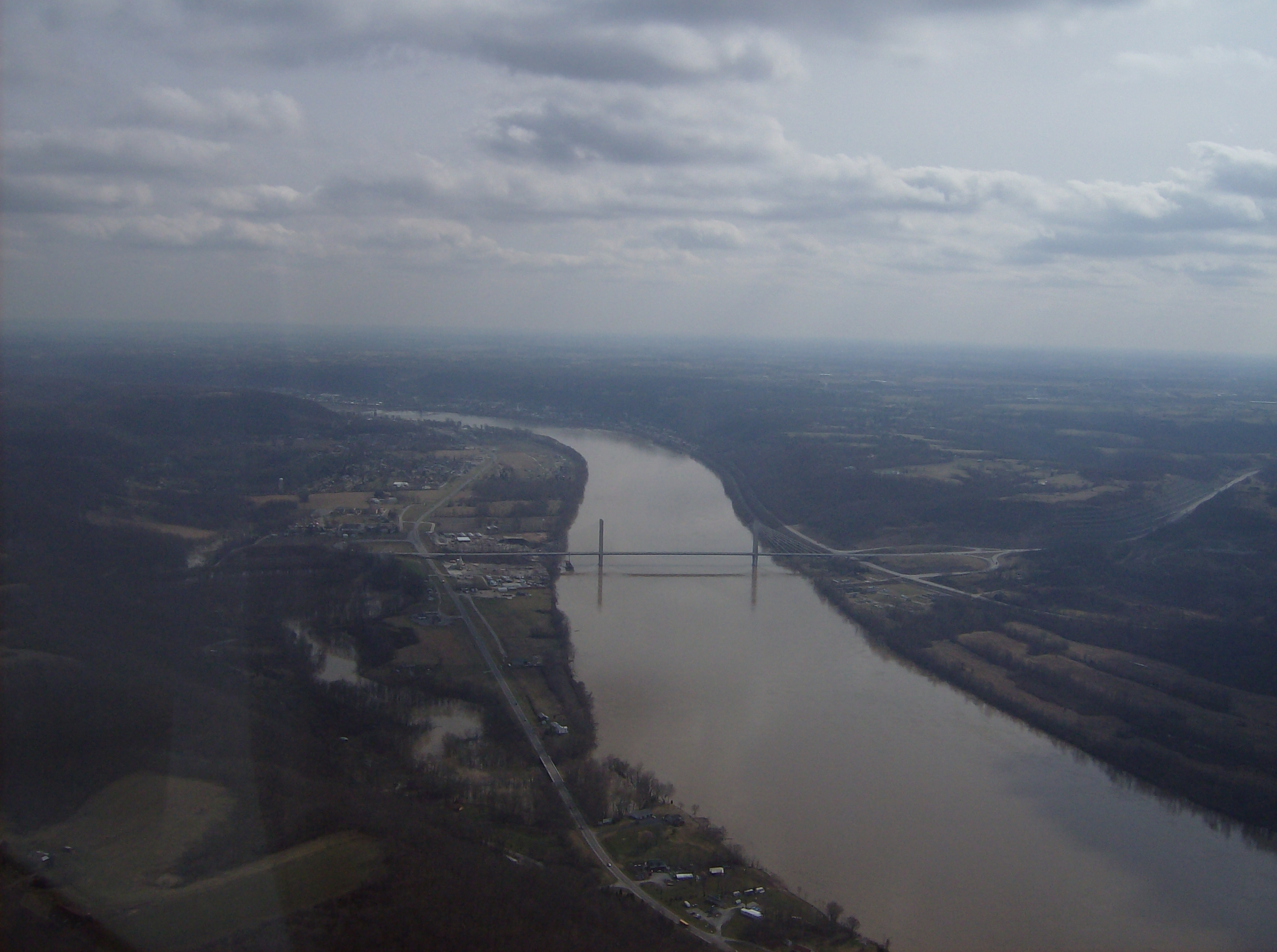
Ohio folyó Aberdeen és Marysville alatt
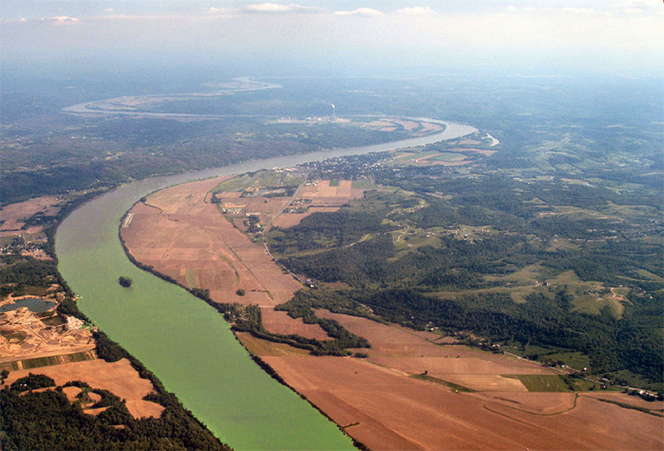
Ohio folyó, Indiana
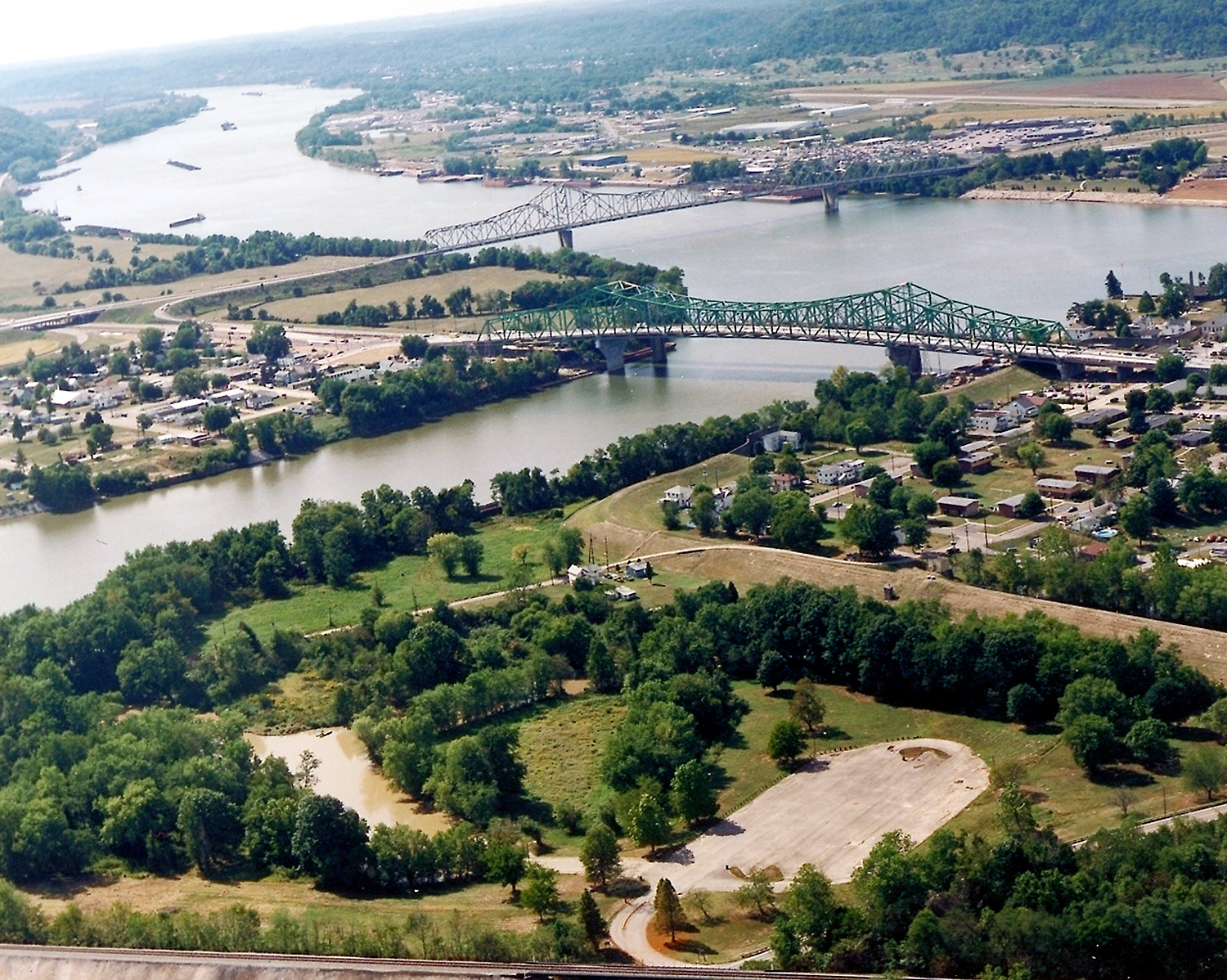
Kanawha és Ohió folyók összefolyása

### Hidak az Ohio folyó felett

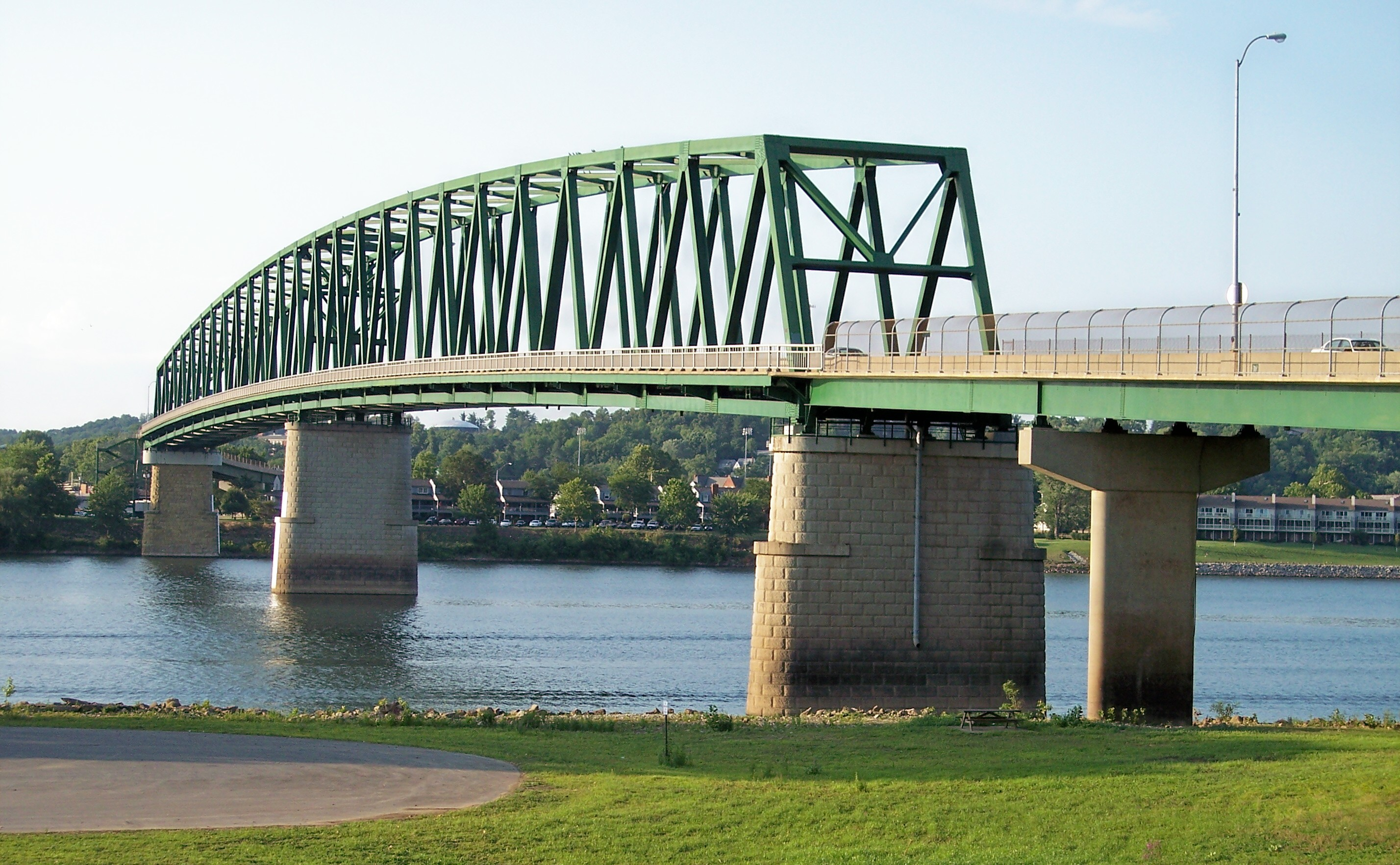
Williamstown
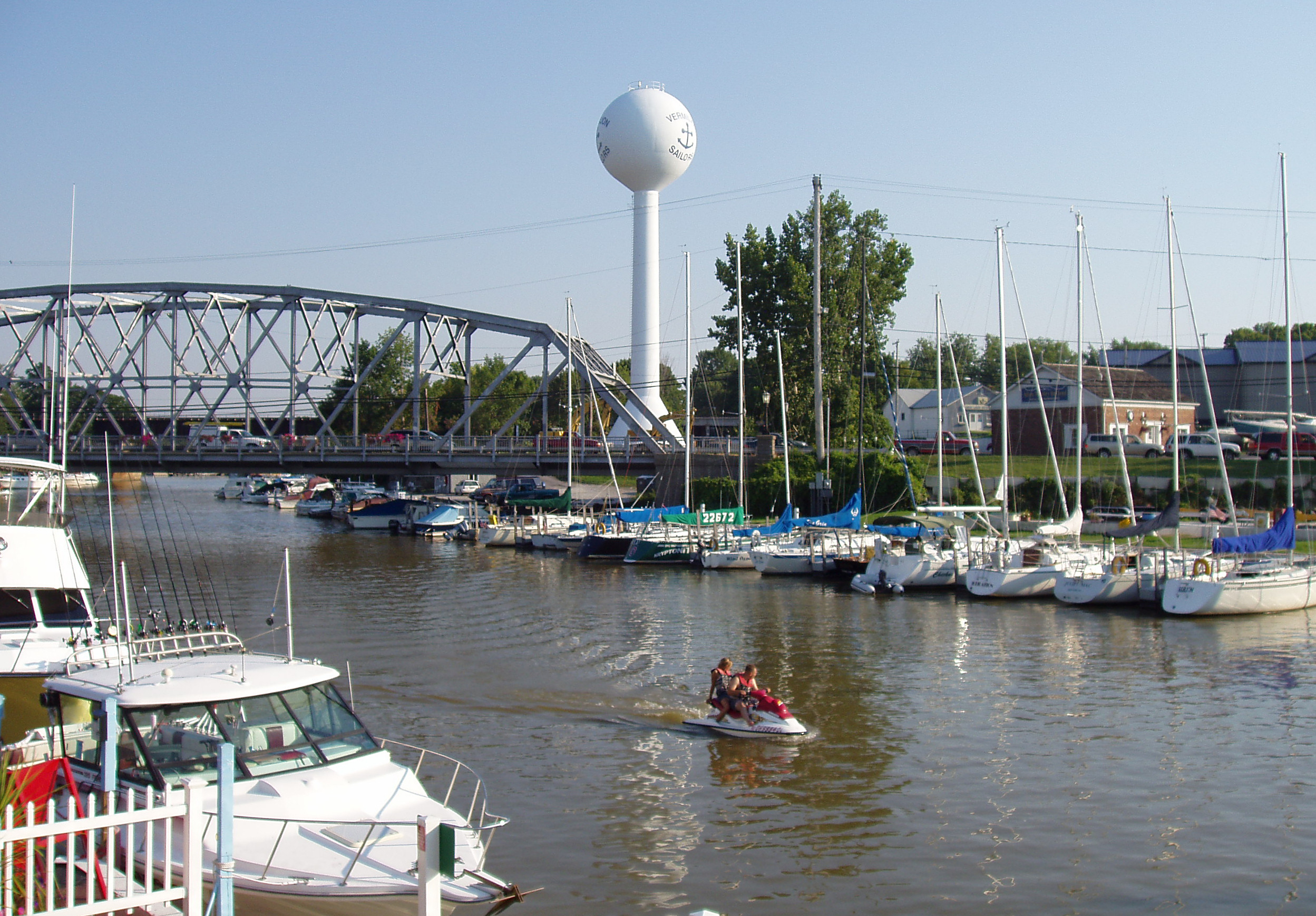
Vermilion
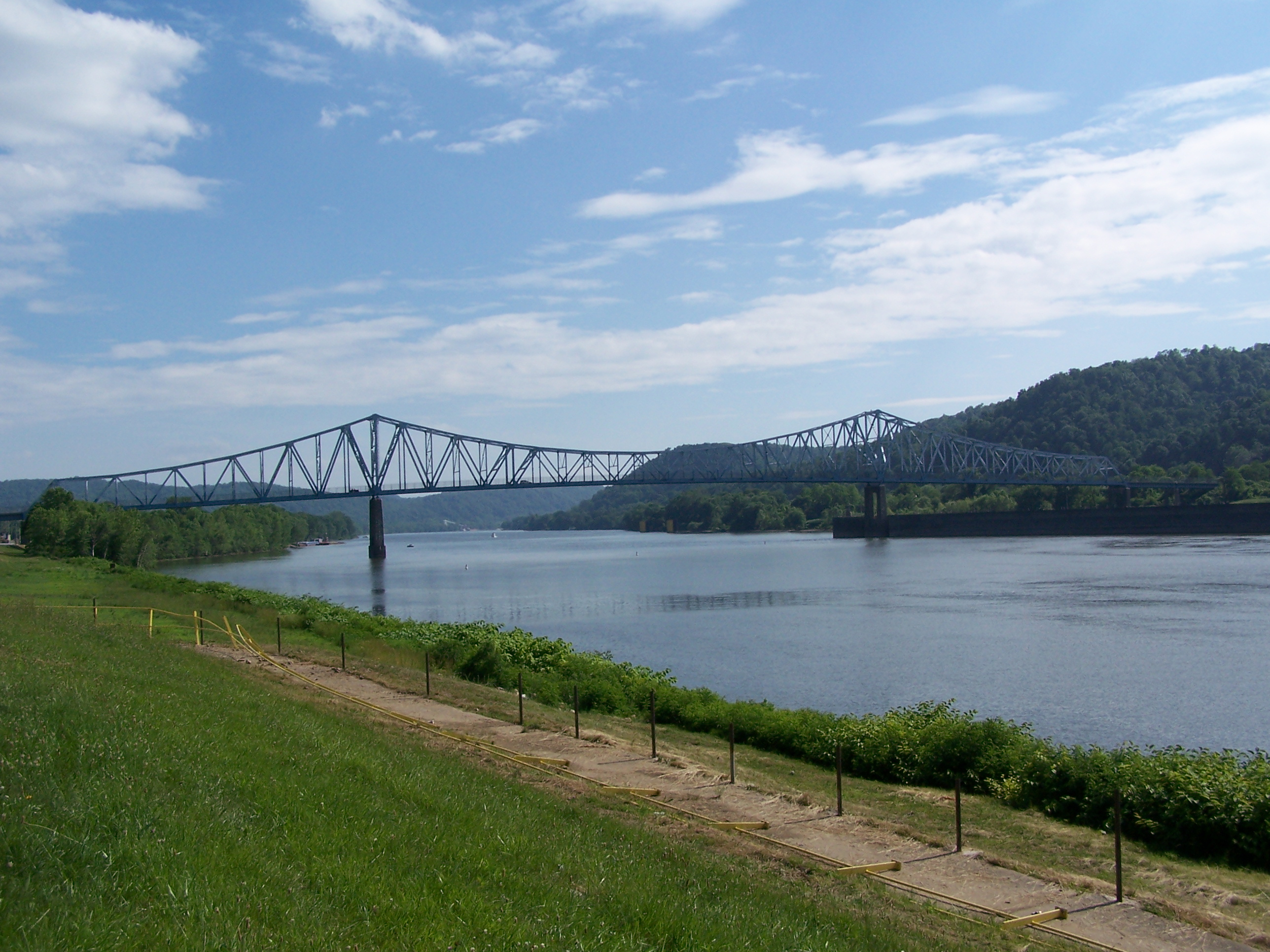
New Martinsville híd
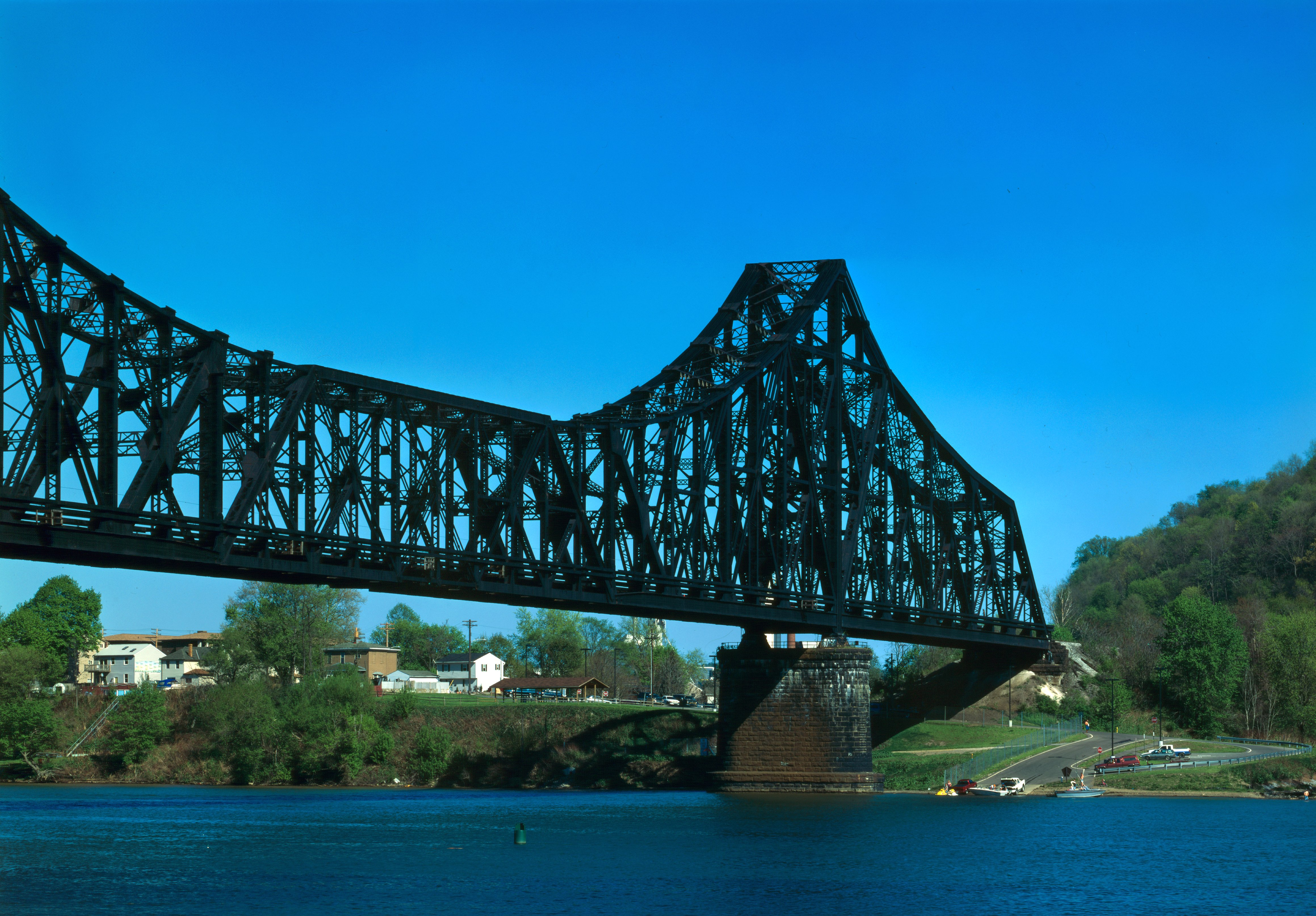
Beaver híd

### Duzzasztógátak és víztárolók

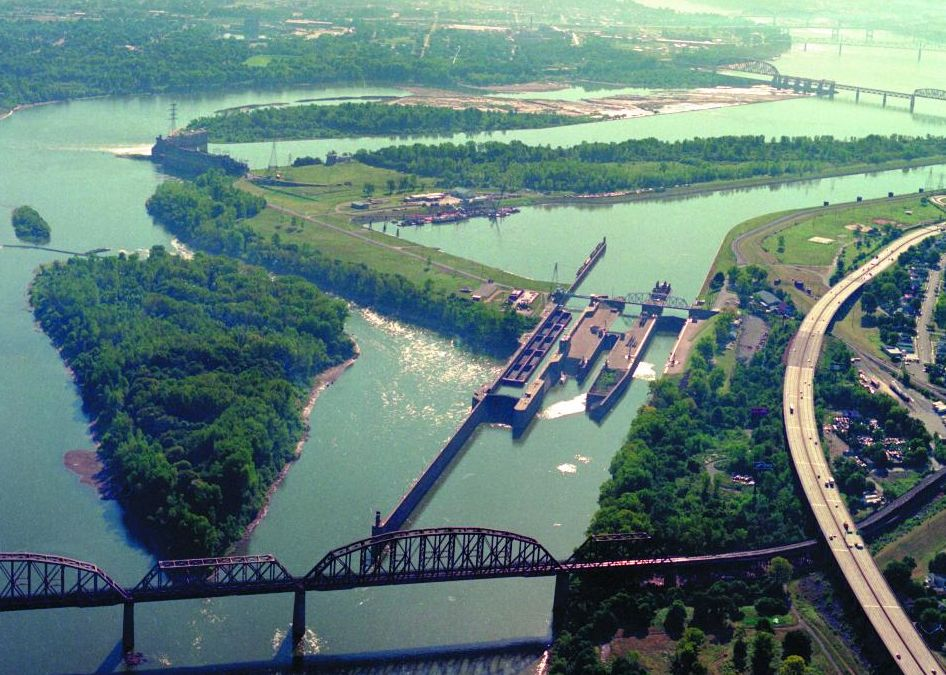
McAlpine gát és duzzasztó
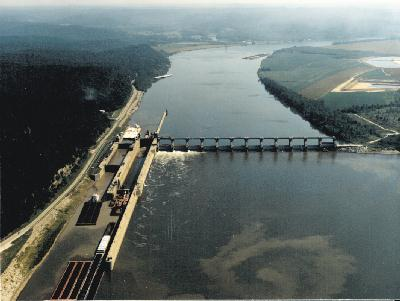
Cannelton gát és duzzasztó
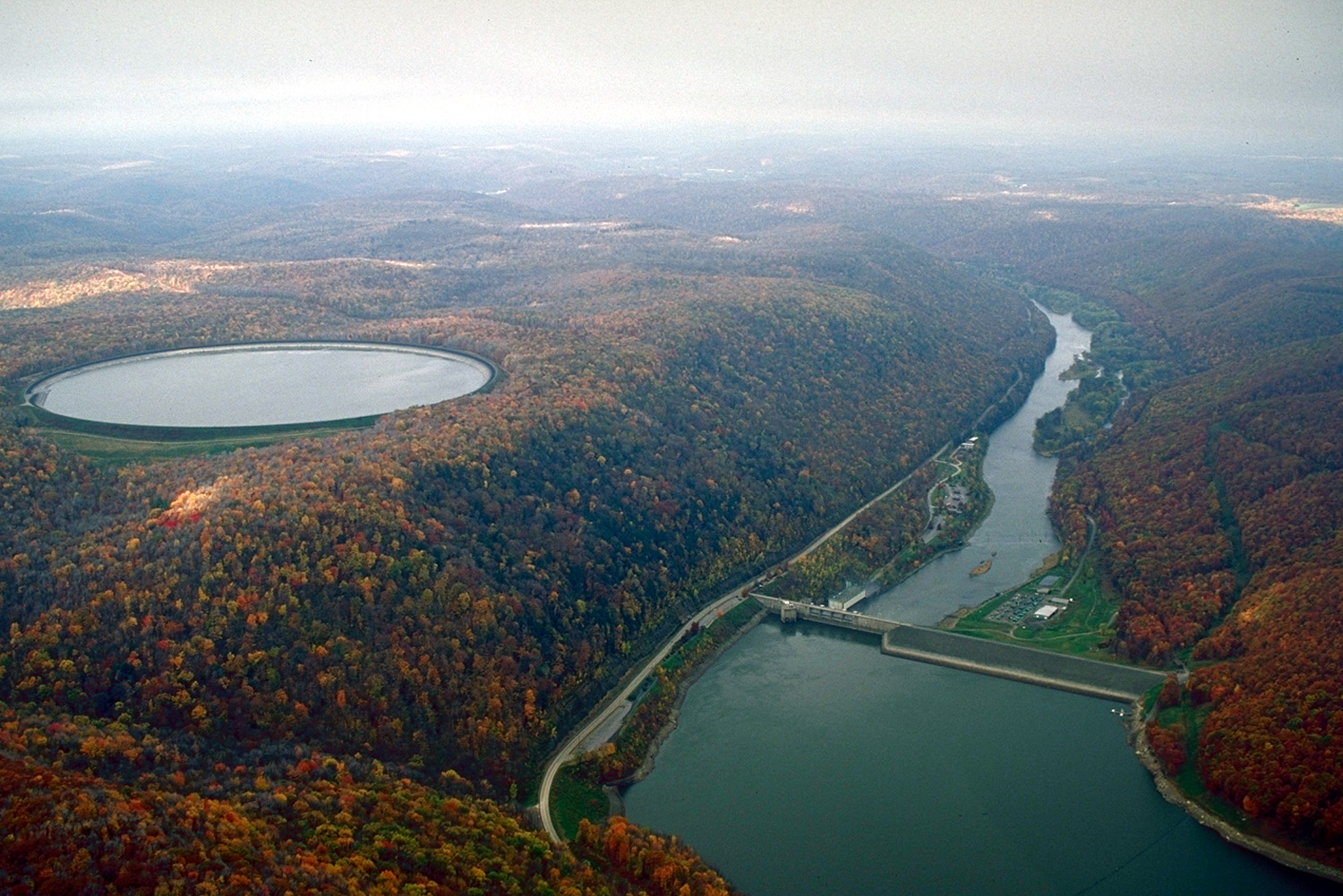
USACE Kinzua duzzasztó
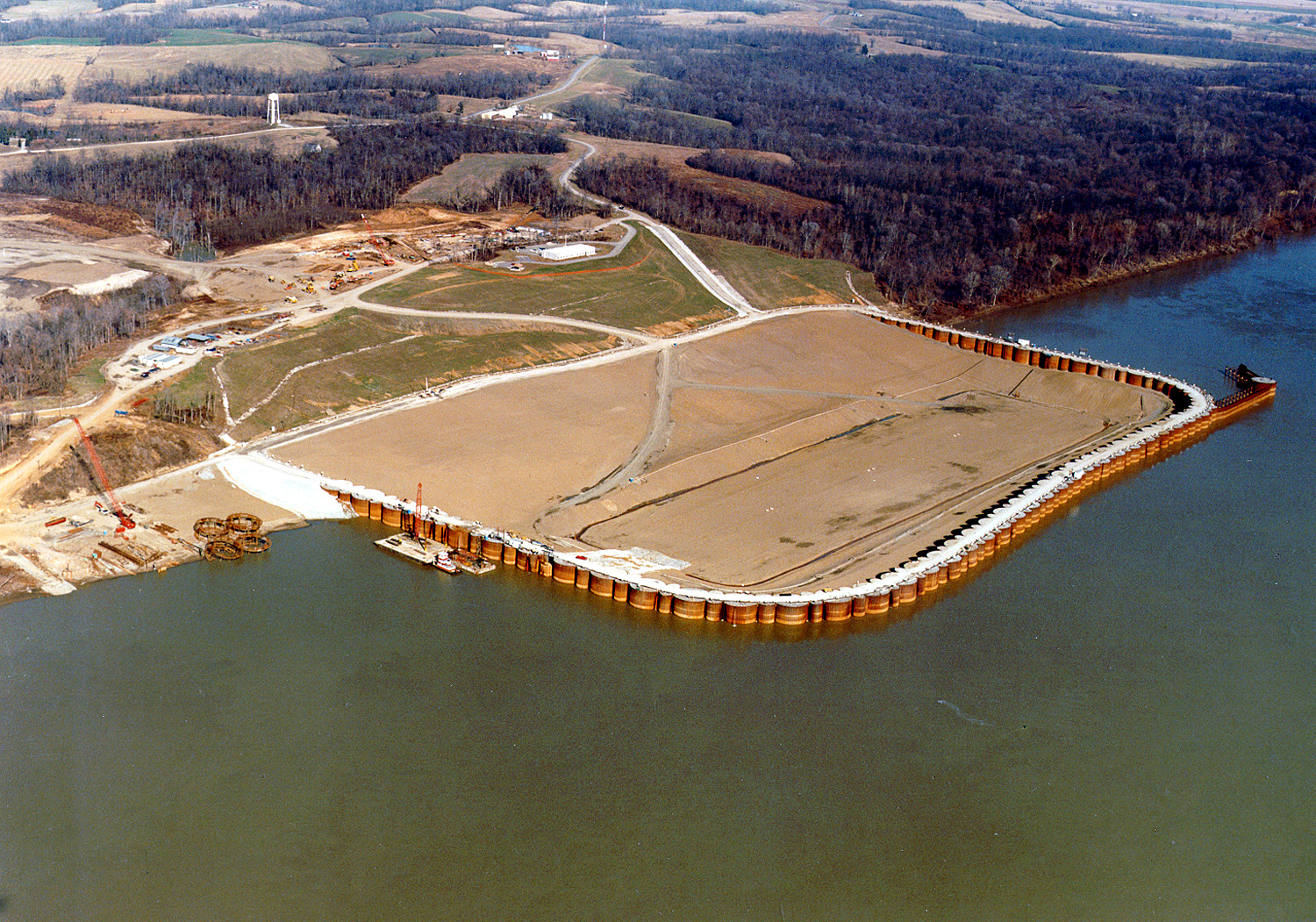
Cofferdam Olmsted gát

## Külső hivatkozások
- Ohio folyó Ohio History Central (angolul)
- River Watch – Ohio River Basin (angolul)